# Macrobiotus polonicus
Espèce
Macrobiotus polonicus est une espèce de tardigrades de la famille des Macrobiotidae.

## Distribution
Cette espèce est endémique de Pologne.

## Publication originale
- Pilato, Kaczmarek, Michalczyk & Lisi, 2003 : Macrobiotus polonicus, a new species of Tardigrada from Poland (Eutardigrada: Macrobiotidae, 'hufelandi group'). Zootaxa, no 258, p. 1–8.